# Wiązkowy system korzeniowy

Wiązkowy system korzeniowy

Wiązkowy system korzeniowy – typ systemu korzeniowego występujący u roślin naczyniowych, u których nie rozwija się jeden korzeń główny, lecz wiele korzeni przybyszowych (brak dominującego korzenia, wyróżniającego się wielkością). System taki powstaje w wyniku zaniku lub ograniczenia wzrostu korzenia pierwotnego i rozwoju szeregu nowych korzeni przybyszowych z podstawy pędu. Występuje u roślin jednoliściennych, paproci i części dwuliściennych, w tym kłączowych i rozłogowych.